# Krysař (film 1985)
Krysař è un film d'animazione del 1985 diretto da Jiří Barta.
Girato con la tecnica del passo uno, è ispirato alla leggenda tedesca Il pifferaio di Hamelin.

## Trama
1607. In una cittadina oscura e deformata, priva di bambini, il solo scopo della popolazione è il guadagno economico. Artigiani e commercianti negoziano tra loro cercando avidamente di imbrogliare il prossimo; i ricchi si adornano di gioielli; i potenti si ingozzano di cibo a dismisura. Ma la cosa che scalfisce di più gli animi sono i topi; presenti ovunque, nascosti in ogni anfratto pronti a rubare cibo e ogni avere. Col passare del tempo, più il popolo trascura l'ambiente circostante, più i topi incrementano di numero e di ferocia, prendendo sempre più controllo della città.
L'unica speranza si rivela un pifferaio, il quale dà prova ai vertici cittadini che la melodia dello strumento ipnotizza i topi e li conduce secondo volere del suonatore. A quest'ultimo vengono quindi promessi 1000 soldi per liberare la città dai roditori. Il pifferaio si adopera subito: al suono dello strumento tutti i topi gli vanno dietro stregati; l'uomo li porta sulla cima di un dirupo e li costringe a gettarsi nell'acqua sottostante, sotto la visione, in lontananza, di un vecchio pescatore.
Di ritorno, il pifferaio salva una innocente giovane donna dalle molestie di un gioielliere desideroso di sposarla. In seguito va a riscuotere il denaro promessogli, ma viene deriso e pagato con un vecchio bottone. Nello stesso momento il gioielliere e alcuni suoi amici, ubriachi, si introducono con la forza nella casa della donna, violentandola e uccidendola. Il suonatore scopre l'accaduto troppo tardi per salvarla.
All'alba del giorno seguente il pifferaio si reca sulla torre più alta della città; inizia a suonare una melodia morbosa che fa sì che tutti gli abitanti si trasformino in topi e si disperdano fino alla riva del fiume, dove si gettano verso un'inevitabile morte.
Il vecchio pescatore lascia la barca e si dirige verso la torre, ma appena scorge il pifferaio, questi scompare e il suo mantello vola via col vento. Il pescatore entra nella città deserta e trova soltanto un bambino in fasce, portandolo via dalla città con sé.

## Produzione
Barta sviluppa il film come una metafora della decadenza di una società basata sull'avidità e il materialismo; nella pellicola sia i ricchi che i poveri sono assorbiti dal trarre profitto, e tutto il loro mondo ruota intorno ai soldi. Non vi è alcun riferimento alla città di Hamelin, luogo della storia originale; il regista ha voluto creare una parabola universale sulla pestilenza del denaro.
Per la realizzazione del film furono costruite 16 marionette in legno di noce intagliato a mano, e allestiti 170 scenografie con lo stesso tema predominante, che producono una gotica atmosfera medievale, triste e inquietante. Oltre a ciò, Barta si serve di cibo vero e ratti vivi, utilizzando diverse angolazioni di ripresa, primi piani e luci soffuse per creare un mondo deformato che sta compiendo il proprio decadimento.
I pochi dialoghi dei cittadini appaiono incomprensibili, più simili a versi animali o meccanici che al linguaggio umano, mentre il protagonista, così come i pochi personaggi positivi (la ragazza e il pescatore) restano in silenzio.

## Distribuzione
Fu presentato al Festival di Cannes 1986 nella sezione Un Certain Regard.

## Accoglienza

### Critica
(Enrico Livraghi, l'Unità, 14 maggio 1986)
(Geoff Andrews, The Time Out Film Guide, 1989)

## Riconoscimenti
- 1986 - Bilbao International Festival of Documentary and Short Films: "Golden Mikeldi" Award.
- 1986 - New Castle: main prize of the festival.
- 1986 - Royan: main prize in category + prize for best music.
- 1986 - Chicago: Golden Plaque for best animated film.
- 1986 - Espinho: Best Animated Film.
- 1986 - San Sebastian: FIPRESCI Special Mention + CIGA Special Mention.
- 1987 - Madrid: Prize for animation.
- 1987 - São Paulo: Best Directing, Best Photography.
- 1988 - Salerno: The main prize in the category.
- 1989 - Alençon: "Alençon Lace".